# Азу
Азу́ — традиционное блюдо татарской кухни, состоящее из обжаренных кусочков мяса (говядины, баранины,крольчатины или молодой конины), тушёных с помидорами (или томатным соусом), луком(обычно с ломтиками солёного огурца) в остром соусе. Азу из баранины часто тушится с морковью, нарезанной тонкими кружочками.
Подобные блюда присутствуют и в кухнях других народов. Например, в венгерской кухне — гуляш, в русской кухне — бефстроганов, в армянской кухне — чанах, в балканских странах — гювеч), у среднеазиатских народов Куурдак.